# Thomson Reuters
«Thomson Reuters» (читается Томсон Рейтер) — медиакомпания, образованная в результате приобретения медиакорпорацией Thomson в апреле 2008 года агентства «Рейтер».

## Описание
В описании компании на её сайте указано, что она осуществляет консалтинговые услуги по ведению эффективного бизнеса, в областях: законодательство, налоги, соблюдение нормативных требований, взаимосвязи с правительственными органами и средствами массовой информации.

## История
Корпорация Thomson Reuters образована в результате слияния в 2008 году двух компаний с богатой историей: агентства Thomson, основанного в 1934 году Роем Томсоном после приобретения газеты Timmins Press в Канаде, и агентства Reuters, созданного в 1851 году немецким иммигрантом Паулем Юлиусом Рейтером. Сделка оценивалась примерно в 17 миллиарда долларов. Новообразованная компания, предполагалось, станет контролировать 34 % рынка финансовых данных, вступая в прямую конкуренцию с Bloomberg L.P. в секторах продаж данных, аналитических и торговых инструментов для Уолл-стрит.
В 2008 году компания Thomson Reuters сфокусировалась на развитии информационных решений для научных исследований, управления интеллектуальной собственностью, юридической практики, финансовых рынков и здравоохранения. Расширение продуктовой линейки и клиентской базы осуществлялось как органически (например, создание нового бизнес-подразделения для консолидации редакционных и новостных операций), так и через интеграцию приобретенных компаний (например, MarkMonitor) и заключение соглашений о сотрудничестве с различными организациями (Q-Project, BlumbergExcelsior, Evive Health, EDGAR Online, IPDRC, Legent Clearing, NYSE Euronext и др.).

## EndNote vs Zotero
В сентябре 2008 года компания Thomson Reuters требует через суд у разработчиков расширения для Mozilla Firefox Zotero — Университета Джорджа Мейсона, и самого штата Виргиния, 10 млн долларов США. Юристы «Томсон Рейтер» утверждают, что разработчики Zotero реализовали поддержку их проприетарного формата файлов .ens, используемого их проприетарной программой EndNote, незаконно произведя обратную разработку программы; нарушили лицензию, преобразовав файлы, поставляемые с этой программой, и распространяют результат этого преобразования через свой сайт.

## Thomson Reuters Ventures
В 2021 году компания учредила венчурный фонд Thomson Reuters Ventures объёмом 100 млн долларов. Он предназначен для финансирования стартапов, автоматизирующих бизнес-процессы. Приоритетными являются проекты, использующие машинное обучение и технологии искусственного интеллекта.